# Panties y brasieres
«Panties y brasieres» es una canción grabada por los cantantes puertorriqueños Rauw Alejandro y Daddy Yankee, para el álbum de estudio de Rauw Alejandro Saturno, fue lanzada para descarga digital en Spotify y en streaming, fue subida al canal de Rauw Alejandro como el sencillo 7 de su álbum.

## Antecedentes y lanzamiento
«Panties y brasieres» fue un misterio en el inicio porque se lanzó como un videoclip de 22 segundos el cual se llamaba loading ("cargando" en español), no fue hasta que Rauw anunció la canción compartiendo una imagen de los dos artistas de pie sobre una montaña de sostenes y bragas en lo que parece ser un vertedero del espacio exterior.[cita requerida] Después de eso Rauw Alejandro en su cuenta de  Instagram comento lo siguiente: 

"Uno de mis vídeos favoritos con uno de mis artistas favoritos".

Además, dedicó alabanzas a su compañero en el sencillo y habló sobre su último disco: 

"Saturno no existiría si no fuera por la inspiración que me ha dado esta leyenda y por toda la escena del 'underground' en Puerto Rico".

Rauw estrenó la canción en las Fiestas de la Calle de San Sebastián de Argentina.
el 7 de febrero de 2023 fue estrenado en videoclip.

## Música y letra
Musicalmente «Panties y brasieres» es un perreo con un ritmo rápido, que entra fuerte con los sonidos de la vieja escuela de Yankee. Liricamente, en el coro habla de cómo las chicas pueden ser astutas y traviesas sin que nadie sospeche nada. El resto de la letra explica que la chica es mala pero atractiva, y que Rauw y Yankee disfrutan pasar tiempo con ella. En general, la canción trata de soltarse, divertirse y ser libre sin ser juzgado.La letra incluye, "Las chicas se sueltan si ven a Rauw con el Yankee
Llueven los brasieres y los panties
Qué, qué, qué/
Tú dime y te busco en la Ducati
Pa' que te pongas perri como Katy
Woah"

## Video musical
El vídeo musical de «Panties y brasieres» fue dirigido por Martín seipel y La Cabra, tiene una estética futurista, con Rauw convertido en un cyborg y con Daddy Yankee cantando rodeado de motos. mientras que en una escena aparecen los dos sobre una montaña de sujetadores y otras prendas.